# Republic Steel Strike Riot Newsreel Footage
Republic Steel Strike Riot Newsreel Footage – amerykański film dokumentalny z 1937 roku.

## Wyróżnienia
| Rok wpisania | National Film Registry |
| ------------ | --- |
| 1997         | Lista filmów budujących dziedzictwo kulturalne USA utworzona przez National Film Preservation Board i przechowywana w Bibliotece Kongresu Stanów Zjednoczonych |